# Campeonato Mundial Juvenil de Atletismo de 2015
El IX Campeonato Mundial Juvenil de Atletismo se desarrolló en la ciudad de Cali (Colombia) del 15 al 19 de julio de 2015. La  sede principal de los eventos fue el Estadio Olímpico Pascual Guerrero, mientras que el Estadio de Atletismo Pedro Grajales se utilizó para las sesiones de entrenamiento. Fue la primera vez que el Mundial de atletismo de menores se realizó en un país y ciudad de América Latina.

## Cambios
Para esta edición se implementaron por primera vez las pruebas de decatlón (en sustitución del octatlón en rama masculina) y la carrera de relevos 4 × 400 mixta en la que competían tanto hombres como mujeres, en sustitución del relevo sueco que era para ambas ramas.

## Participantes
Participaron en el evento 1220 atletas provenientes de 151 países afiliados a la Asociación Internacional de Federaciones de Atletismo. 649 compitieron en la rama masculina, y 571 en la rama femenina.

## Símbolos

### Mascota
El 16 de abril de 2015 la organización presentó a «Tangarita» de la especie Chlorochrysa nitidissima como la mascota oficial del campeonato, un ave que habita en los puntos más altos del Valle del Cauca.

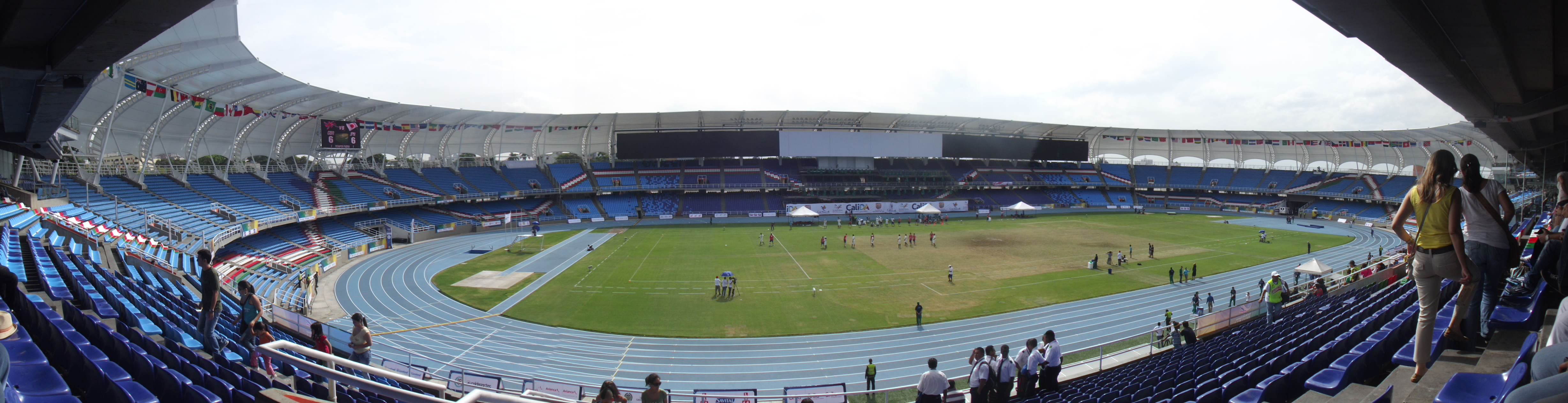
Interior del Estadio Olímpico Pascual Guerrero (2013).

### Emblema
El emblema oficial del certamen rendía un homenaje a la campeona mundial y medallista olímpica colombiana, Caterine Ibargüen.

## Resultados

### Masculino
| Evento                                         | Oro                                     | Plata                                    | Bronce                                      |
| ---------------------------------------------- | --------------------------------------- | ---------------------------------------- | ------------------------------------------- |
| 100 metros (15 de julio)                       | Abdul Hakim Sani Brown Japón 10,28 (RC) | Derick Silva · Brasil · 10,49            | Rechmial Miller Reino Unido 10,59           |
| 200 metros (19 de julio)                       | Abdul Hakim Sani Brown Japón 20,34 (RC) | Kyle Appel Sudáfrica 20,57               | Josephus Lyles Estados Unidos 20,74         |
| 400 metros (17 de julio)                       | Christopher Taylor Jamaica 45,27        | Josephus Lyles Estados Unidos 45,46      | Keshun Reed Estados Unidos 45,96            |
| 800 metros (18 de julio)                       | Willy Tarbei Kenia 1:45,58              | Kipyegon Bett Kenia 1:45,86              | Luis Fernando Pires · Brasil · 1:48,61      |
| 1500 metros (17 de julio)                      | Kumari Taki Kenia 3:36,38 (RC)          | Mulugeta Assefa Etiopía 3:41,10          | Lawi Kosgei Kenia 3:41,43                   |
| 3000 metros (19 de julio)                      | Richard Kimunyan Kenia 7:54,45          | Davis Kiplangat Kenia 7:54,52            | Tefera Mosisa Etiopía 7:55,04               |
| 110 metros vallas (91,4 cm) (17 de julio)      | Mattéo Ngo Francia 13,53                | Joseph Daniels · Canadá · 13,54          | Isaiah Lucas Estados Unidos 13,54           |
| 400 metros vallas (84 cm) (18 de julio)        | Norman Grimes Estados Unidos 49,11      | Ryusei Fuji Japón 50,33                  | Masaki Toyoda Japón 50,53                   |
| 2000 metros obstáculos (19 de julio)           | Vincent Ruto Kenia 5:27,58              | Wogene Sebisise Etiopía 5:29,41          | Geofrey Rotich Kenia 5:30,16                |
| 10000 metros marcha (18 de julio)              | Serguéi Shirobokov · Rusia · 42:24,41   | Jun Zhang China 42:33,68                 | Federico González · México · 42:54,55       |
| Salto de altura (18 de julio)                  | Stefano Sottile · Italia · 2,20         | Dmytro Nikitin · Ucrania · 2,18          | Darius Carbin Estados Unidos 2,16           |
| Salto con pértiga (19 de julio)                | Armand Duplantis · Suecia · 5,30 (RC)   | Vladyslav Malykhin · Ucrania · 5,30 (RC) | Emmanouil Karalís · Grecia · 5,20           |
| Salto de longitud (16 de julio)                | Maykel Massó · Cuba · 8,05 (RC)         | Darcy Roper Australia 8,01               | Eberson Silva · Brasil · 7,76               |
| Salto triple (17 de julio)                     | Cristian Nápoles · Cuba · 16,13         | Du Mingze China 16,02                    | Julio César Carbonell · Cuba · 15,70        |
| Lanzamiento de peso (5 kg) (15 de julio)       | Adrian Piperi Estados Unidos 22,00      | Szymon Mazur · Polonia · 21,77           | Wictor Petersson · Suecia · 21,56           |
| Lanzamiento de disco (1.500 kg) (18 de julio)  | Werner Visser Sudáfrica 64,24           | Wang Yuhan China 60,33                   | George Evans Reino Unido 60,22              |
| Lanzamiento de martillo (5 kg) (17 de julio)   | Hlib Piskunov · Ucrania · 84,91 (RC)    | Mykhailo Havryliuk · Ucrania · 78,93     | Ned Weatherly Australia 77,60               |
| Lanzamiento de jabalina (700 gm) (19 de julio) | Paul Botha Sudáfrica 78,49              | Niklas Kaul · Alemania · 78,05           | Vladislav Palyunin Uzbekistán 76,77         |
| Decatlón (16 de julio)                         | Niklas Kaul · Alemania · 8002 pts. (RC) | Ludovic Besson Francia 7678 pts.         | Hans-Christian Hausenberg Estonia 7657 pts. |

- RC - Récord de campeonato.

### Femenino
| Evento                                         | Oro                                          | Plata                                               | Bronce                                   |
| ---------------------------------------------- | -------------------------------------------- | --------------------------------------------------- | ---------------------------------------- |
| 100 metros (16 de julio)                       | Candance Hill Estados Unidos 11,08 (RC)      | Khalifa St. Fort Trinidad y Tobago 11,19            | Jayla Kirkland Estados Unidos 11,41      |
| 200 metros (19 de julio)                       | Candance Hill Estados Unidos 22,43 (MMJ)     | Lauren Rain Williams Estados Unidos 22,90           | Nicola de Bruyn Sudáfrica 23,38          |
| 400 metros (17 de julio)                       | Sadwa Eid Naser Baréin 51,50                 | Lynna Irby Estados Unidos 51,79                     | Catherine Reid Reino Unido 52,25         |
| 800 metros (19 de julio)                       | Samantha Watson Estados Unidos 2:03,54       | Gadese Ejara Etiopía 2:03,67                        | Marta Zenoni · Italia · 2:04,15          |
| 1500 metros (18 de julio)                      | Bedatu Hirpa Etiopía 4:12,92                 | Dalila Gosa Baréin 4:13,35                          | Joyline Cherotich Kenia 4:15,20          |
| 3000 metros (15 de julio)                      | Shuru Bulo Etiopía 9:01,12                   | Emily Chebet Kipchumba Kenia 9:02,92                | Sheila Chelangat Kenia 9:04.54           |
| 100 metros vallas (76,2 cm) (16 de julio)      | Maribel Caicedo · Ecuador · 13,04            | Brittley Humphrey Estados Unidos 13,22              | Sarah Koutouan Francia 13,29             |
| 400 metros vallas (18 de julio)                | Sydney McLaughlin Estados Unidos 55,94 (RC)  | Xahria Santiago · Canadá · 56,79                    | Brandeé Johnson Estados Unidos 57,47     |
| 2000 metros obstáculos (17 de julio)           | Celliphine Chespol Kenia 6:17,15             | Sandrafelis Tuei Kenia 6:19,61                      | Agrie Belachew Etiopía 6:34,68           |
| 5000 metros marcha (18 de julio)               | Zhenxia Ma China 22:41,08                    | Olga Eliseyeva · Rusia · 22:45,09                   | Ayalnesh Dejene Etiopía 22:48,25         |
| Salto de altura (17 de julio)                  | Michaela Hrubá · República Checa · 1,90      | Ieva Turke Letonia 1,82                             | Lada Pejchalová · República Checa · 1,82 |
| Salto con pértiga (18 de julio)                | Elienor Werner · Suecia · 4,26               | Phillipa Hajdasz Australia Qiaoling Chen China 4,05 |                                          |
| Salto de longitud (19 de julio)                | Tara Davis Estados Unidos 6,41               | Kaiza Karlén · Suecia · 6,24                        | Maja Bedrac Eslovenia 6,22               |
| Triple salto (18 de julio)                     | Giorgiana Anitei · Rumania · 13,49           | Rui Zeng China 13,04                                | Yanna Armenteros · Cuba · 13,04          |
| Lanzamiento de peso (3 kg) (16 de julio)       | Julia Ritter · Alemania · 18,53              | Sophia Rivera Estados Unidos 17,93                  | Kristina Rakočević · Montenegro · 17,49  |
| Lanzamiento de disco (15 de julio)             | Alexandra Emilianov Moldavia 52,78           | Kristina Rakočević · Montenegro · 51,41             | Samantha Peace Australia 50,59           |
| Lanzamiento de martillo (3 kg) (18 de julio)   | Sofiya Palkina · Rusia · 67,82               | Deniz Yaylaci Turquía 67,01                         | Shang Ningyu China 66,84                 |
| Lanzamiento de jabalina (500 gm) (16 de julio) | Haruka Kitaguchi Japón 60,35                 | Stella Weinberg · Noruega · 57,11                   | Laine Donane Letonia 56,15               |
| Heptatlón (18 de julio)                        | Géraldine Ruckstuhl · Suiza · 6037 pts. (RC) | Sarah Lagger · Austria · 5992 pts.                  | Alina Shukh · Ucrania · 5896 pts.        |

- MMJ - Mejor marca mundial en categoría juvenil.
- RC - Récord de campeonato.

### Mixto
| Evento    | Oro                                                                                         | Plata                                                                                     | Bronce                                                                                                 |
| --------- | ------------------------------------------------------------------------------------------- | ----------------------------------------------------------------------------------------- | --- |
| 4 × 400 m | Estados Unidos Keshun Reed (m) Lynna Irby (f) Norman Grimes (m) Samantha Watson (f) 3:19,54 | Sudáfrica André Marich (m) Renate van Tonder (f) Taylon Bieldt (f) Kyle Appel (m) 3:23,60 | Canadá · Nathan Friginette (m) · Ashlan Best (f) · Dean Ellenwood (m) · Kyra Constantine (f) · 3:23,60 |

## Medallero
| Núm. | País              | Oro | Plata | Bronce | Total |
| ---- | ----------------- | --- | ----- | ------ | ----- |
| 1    | Estados Unidos    | 8   | 5     | 6      | 19    |
| 2    | Kenia             | 5   | 4     | 4      | 13    |
| 3    | Japón             | 3   | 1     | 1      | 5     |
| 4    | Etiopía           | 2   | 3     | 3      | 8     |
| 5    | Sudáfrica         | 2   | 2     | 1      | 5     |
| 6    | Suecia            | 2   | 1     | 1      | 4     |
| 7    | Alemania          | 2   | 1     | 0      | 3     |
| 7    | Rusia             | 2   | 1     | 0      | 3     |
| 9    | Cuba              | 2   | 0     | 2      | 4     |
| 10   | China             | 1   | 5     | 1      | 7     |
| 11   | Ucrania           | 1   | 3     | 1      | 5     |
| 12   | Francia           | 1   | 1     | 1      | 3     |
| 13   | Baréin            | 1   | 1     | 0      | 2     |
| 14   | Italia            | 1   | 0     | 1      | 2     |
| 14   | República Checa   | 1   | 0     | 1      | 2     |
| 16   | Ecuador           | 1   | 0     | 0      | 1     |
| 16   | Jamaica           | 1   | 0     | 0      | 1     |
| 16   | Moldavia          | 1   | 0     | 0      | 1     |
| 16   | Rumania           | 1   | 0     | 0      | 1     |
| 16   | Suiza             | 1   | 0     | 0      | 1     |
| 21   | Australia         | 0   | 2     | 2      | 4     |
| 22   | Canadá            | 0   | 2     | 1      | 3     |
| 23   | Brasil            | 0   | 1     | 2      | 3     |
| 24   | Letonia           | 0   | 1     | 1      | 2     |
| 24   | Montenegro        | 0   | 1     | 1      | 2     |
| 26   | Austria           | 0   | 1     | 0      | 1     |
| 26   | Noruega           | 0   | 1     | 0      | 1     |
| 26   | Polonia           | 0   | 1     | 0      | 1     |
| 26   | Trinidad y Tobago | 0   | 1     | 0      | 1     |
| 26   | Turquía           | 0   | 1     | 0      | 1     |
| 31   | Reino Unido       | 0   | 0     | 3      | 3     |
| 32   | Eslovenia         | 0   | 0     | 1      | 1     |
| 32   | Estonia           | 0   | 0     | 1      | 1     |
| 32   | Grecia            | 0   | 0     | 1      | 1     |
| 32   | México            | 0   | 0     | 1      | 1     |
| 32   | Uzbekistán        | 0   | 0     | 1      | 1     |
|      | TOTAL             | 39  | 40    | 38     | 117   |

## Televisión
Señal Colombia en colaboración con RTVC y EMCALI fue la televisora anfitriona que generó la señal a 180 países del mundo.